# Sharon Kantor
Sharon Kantor (en hebreo: שרון קנטור‎; Moshav Avihayil, 28 de enero de 2003) es una deportista israelí que compite en vela en la clase iQFoil.
Participó en los Juegos Olímpicos de París 2024, obteniendo una medalla de plata en la clase iQFoil.
Ganó una medalla de oro en el Campeonato Mundial de IQFoil de 2024 y una medalla de plata en el Campeonato Europeo de IQFoil de 2023.

## Palmarés internacional
| \| Juegos Olímpicos \| Juegos Olímpicos \| Juegos Olímpicos \| Juegos Olímpicos \| \| Año \| Lugar \| Medalla \| Clase \| \| ------------------ \| ------------------ \| ---------------- \| ---------------- \| \| 2024 \| París (Francia) \| Medalla de plata \| iQFoil \| \| Campeonato Mundial \| \| \| \| \| Año \| Lugar \| Medalla \| Clase \| \| 2024 \| Lanzarote (España) \| Medalla de oro \| iQFoil \| \| Campeonato Europeo \| \| \| \| \| Año \| Lugar \| Medalla \| Clase \| \| 2023 \| Patras (Grecia) \| Medalla de plata \| iQFoil \| |                    |                  |        |
| Juegos Olímpicos |                    |                  |        |
| Año | Lugar              | Medalla          | Clase  |
| 2024 | París (Francia)    | Medalla de plata | iQFoil |
| Campeonato Mundial |                    |                  |        |
| Año | Lugar              | Medalla          | Clase  |
| 2024 | Lanzarote (España) | Medalla de oro   | iQFoil |
| Campeonato Europeo |                    |                  |        |
| Año | Lugar              | Medalla          | Clase  |
| 2023 | Patras (Grecia)    | Medalla de plata | iQFoil |